# Kirkouk (province)
Pour les articles homonymes, voir Kirkouk (homonymie).
La province de Kirkouk (arabe : محافظة كركوك, muḥāfaẓa kirkūk) est une des 19 provinces d'Irak. On l'appelle aussi at-Ta'mim (التأمیم, at-tāʾmīm).
Avant 1976, la province ne faisait qu'un avec la province d'As-Sulaymaniya.

## Géographie
Cette région est très mélangée ethniquement : on y parle le kurde, l'arabe, le turkmène et le syriaque. La région est très riche en pétrole et en gaz naturel, l'enjeu de savoir quel groupe ethnique l'emporte devient stratégique.
Les Turkmènes d'Irak considèrent que Kirkouk est le centre de leur culture bien qu'ils soient minoritaires dans la région : les Kurdes représentent plus de 60 % des voix aux élections de 2005. 
Lors des élections législatives de 2010, les Kurdes se présentent en ordre dispersé (4 listes différentes). Bien que les 4 listes kurdes totalisent 238 645 voix (179 982 pour l'Alliance du Kurdistan, 30 528 pour le Gorran, 21 772 pour l'Union islamique kurde et 6 363 pour la Société kurde islamique) sur 460 957 (soit 51,7 % du total des voix), la dispersion des voix sur quatre listes ne leur permet d'avoir que 6 sièges sur 12, les 6 sièges restants étant remportés par la liste de l'ancien Premier ministre Iyad Allaoui (sa liste arrive en tête avec 182 896 voix).
En 2007, un référendum devait décider si la province de Kirkouk deviendrait une partie de la région autonome du Kurdistan. Mais le référendum a toujours été repoussé.
Depuis juin 2014, la province de Kirkouk est divisée par la guerre civile, le sud-ouest, à majorité arabe, étant occupé par les djihadistes de l'État islamique tandis que la capitale et le reste de la province sont rattachés de facto à la Région du Kurdistan ; la ligne de front passe à une vingtaine de kilomètres de la ville.
En septembre 2015, la province de Kirkouk accueille 408 000 déplacés fuyant la guerre et les exactions des différentes milices. Mais beaucoup d'entre eux, des Arabes sunnites, sont refoulés par les autorités kurdes et obligés de s'établir dans des conditions précaires dans le district de Hawija, contrôlé par l'EI.

## Districts

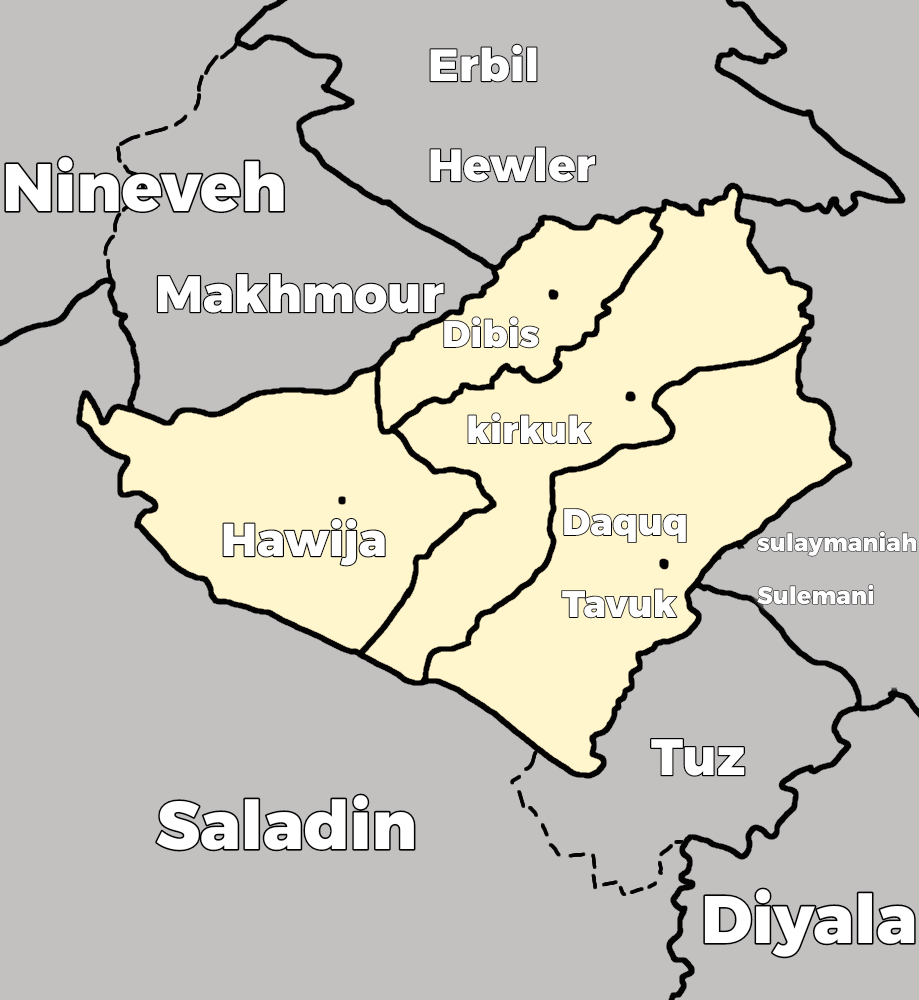
Les districts de la province

| District  |         | Capitale  |         |
| --------- | ------- | --------- | ------- |
| Kirkuk    | كركوك   | Kirkouk   | كركوك   |
| Al-Hawija | الحويجة | Al-Hawija | الحويجة |
| Daquq     | داقوق   | Daquq     | داقوق   |
| Dibis     | دبس     | Dibis     | دبس     |

### Sources
- (en) Cet article est partiellement ou en totalité issu de l’article de Wikipédia en anglais intitulé « Kirkuk Province » (voir la liste des auteurs).